# Sacomar
Sacomar, também grafada como Saco-Mar e Savo-Mar, é um bairro e distrito urbano angolano que se localiza na província de Namibe, pertencente à cidade de Moçâmedes. É a subdivisão administrativa da Zona Norte da referida cidade.

## Infraestrutura
O porto do Sacomar, de calado mediano e especializado em embarque de minérios, está localizado neste distrito. Uma das principais estações de cargas do Caminho de Ferro de Moçâmedes também ali está localizado.